# センセイには恋しない!?
『センセイには恋しない!?』（センセイにはこいしない）は、森田ゆきによる日本の漫画作品。『ちゃお』（小学館）にて2015年12月号から2017年7月号まで連載された。番外編が『ちゃおデラックス』（同社刊）にて掲載された。

## あらすじ
クリスマスの夜、河合茉由香は中学時代に想いを寄せていた先輩とのデートの約束をすっぽかされていた。そうとも知らずに雪が散らつくクリスマスツリーで先輩を待つこと5時間、寒さに耐えきれず力尽き目覚めるとそこは病院だった。倒れていた茉由香を救ったのはクラスメイトの市原圭斗。茉由香は圭斗が自分を負ぶって病院に運んだと勘違いするが、彼はただ救急車を呼んだだけと言われショックを受ける。
そして3学期を迎え、茉由香が家に帰ると自分の母親と会話している圭斗を目撃する。何事かと母親に問うと、娘の成績不良をパート仲間に嘆いていたら自分の息子をバイトの家庭教師として雇えばいいとアドバイスを受ける。そのパート仲間の息子が圭斗だった。圭斗も小遣いの金欠で困っていたことから茉由香の家庭教師を引き受けることとなり、茉由香の勉強ライフは幕を開けた。

## 登場人物
河合 茉由香（かわい まゆか）
主人公。夢見がちな高校1年生（後高校2年生に進級）。
勉強が苦手で、クリスマスの夜に圭斗と最悪の出会いを果たすも、ひょんなことから彼が家庭教師として勉強を教えられることになる。
3月10日生まれで、A型。
朝は髪をブローにするためにわりと早起き。
市原 圭斗（いちはら けいと）
茉由香のクラスメイト。口が悪いが、根は優しい。
茉由香の家庭教師のバイトは嫌だったものの、小遣いがかつかつだったためしぶしぶ引き受けた。
背が低いことがコンプレックス。
茉由香からは「市原くん」と呼ばれており、彼女から「先生」呼ばれるのは最終回以外ほとんどない。
頭はよく、女子にも人気である。
4月22日生まれのO型。
料理が得意で、ホットケーキをふかふかになる焼き方を研究中。
スイーツが好きで、甘いものに目がない。
小塚 りお（こづか りお）
茉由香の中学生からの友人。
どこか憎めないぶりっ子だが、本音を躊躇なく言ってしまう一面もある。
他校に中学の時のバレー部員だった「あっくん」という名前の彼氏がいる。
恋愛力が高めで、茉由香にアドバイスをしている。
7月6日生まれのB型。
木瀬 央多（きせ おうた）
圭斗の親友。常にぼうっとしていて何を考えているか分からない。
圭斗と茉由香が付き合う前から茉由香に片想いしていて、修学旅行中に茉由香に告白するが振られる。
宮村 千和（みやむら ちわ）
圭斗のクラスメイト。おっとりとした性格だがちょっとしたドジを踏む。
圭斗がかつて想いを寄せた相手だったが、圭斗と付き合う事が考えられないため、振ったものの内心は後悔していて、後に圭斗に告白することになる。
3巻以降から市原とクラスメイトになる。
吹奏楽部のアイドルでもある。
谷（たに）
茉由香の中学生時代の先輩。
クリスマスデートをすっぽかし、茉由香を5時間放置した張本人。そのことを謝り、茉由香に交際を打診する。
中学生の頃は部活のアイドルだったが、高校に入った途端にあまり良くない噂が流れているらしい。
今野 洋（こんの ひろし）
茉由香の中学時代クラスメイトだった男子生徒。ヘタレ。
もともと茉由香のことが好きで想いを寄せていたが、足を滑らせて茉由香と事故キスを引き起こすトラブルを起こしてしまう。
中学生の頃は坊主で、髪を伸ばしたのは「モテを意識し始めたから」らしい。

## 書誌情報
- 森田ゆき『センセイには恋しない!?』小学館〈ちゃおコミックス〉、全5巻
  1. 2016年4月27日発売[2]、ISBN 978-4-09-138325-9
  2. 2016年7月22日発売[3]、ISBN 978-4-09-138610-6
  3. 2016年12月26日発売[4]、ISBN 978-4-09-138859-9
  4. 2017年4月27日発売[5]、ISBN 978-4-09-139197-1
  5. 2017年8月29日発売[6]、ISBN 978-4-09-139458-3